# (8915) Sawaishujiro
(8915) Sawaishujiro est un astéroïde de la ceinture principale, et plus spécifiquement du groupe de Hilda.

## Description
(8915) Sawaishujiro est un astéroïde du groupe de Hilda. Il présente une orbite caractérisée par un demi-grand axe de 3,94 UA, une excentricité de 0,05 et une inclinaison de 3,7° par rapport à l'écliptique.

## Compléments